# Аскія Ісмаїл
Аскія Ісмаїл (д/н — 1539) — 6-й володар імперії Сонгаї в 1537—1539 роках.

## Життєпис
Син Аскії Мохаммада I, володаря Сонгаї. Про нього відомо обмаль. 1537 року організував змову проти нового володаря Аскії Мохаммада II (свого стриєчного брата), якого було повалено, засліплено й заслано.
Аскія Ісмаїл повернув батька із заслання до столиці імперії Гао. Згодом і далі проводив політику підкорення сусідніх племен. Відома його кампанія проти вождя народу ґурма на ім'я Бакабула. В запеклій битві Аскії Ісмаїлу вдалося здобути перемогу. Втім у грудні 1539 року він раптово помер. Трон здобув його брат Аскія Ісхак I.